# Apollonia Senmothis
Apollonia Senmothis, död efter år 126 f.Kr., var en grekisk-egyptisk affärskvinna. 
Hon var dotter till den egyptisk-grekiske kavalleriofficeren Ptolemaios Pamenos, och gifte sig 150 f.Kr. med sin fars kollega, den grekiske officeren Dryton från Kreta, med vilken hon fick fem döttrar.  De var bosatta i Pathyris.  
Hon var en framträdande person i näringslivet, investerade och handlade i vete och korn och drev bankverksamhet genom att låna ut pengar. Det står klart att hon fått en egyptisk uppfostran, och hon använde alltid sitt egyptiska namn i privata dokument. Däremot använde hon uteslutande sitt grekiska namn i sina affärsdokument. Skillnaden i hennes ställning är betydande beroende på kulturellt sammanhang, då egyptiska kvinnor var jämlika männen medan grekiska kvinnor åtminstone formellt måste ha en förmyndare: då hon skötte sina affärer med egyptiska tempel (som då var betydande affärscentrum), undertecknade hon sina egna dokument utan makens inblandning, men då hon undertecknade kontrakt hos grekiska notarier, bevittnade maken hennes kontrakt, även om detta tycks ha varit en ren formsak. 
Apollonia har blivit föremål för omfattande forskning, och har kvarlämnat ett arkiv affärsdokument från tiden 145 till 126 f.Kr, som utgör en viktig historisk källa.